# Julio César Yegros
Julio César Yegros Torres (Luque, 1971. január 31. –) paraguayi labdarúgócsatár.
A paraguayi válogatott színeiben részt vett az 1992. évi nyári olimpiai játékokon és az 1998-as labdarúgó-világbajnokságon.